# David Humphreys

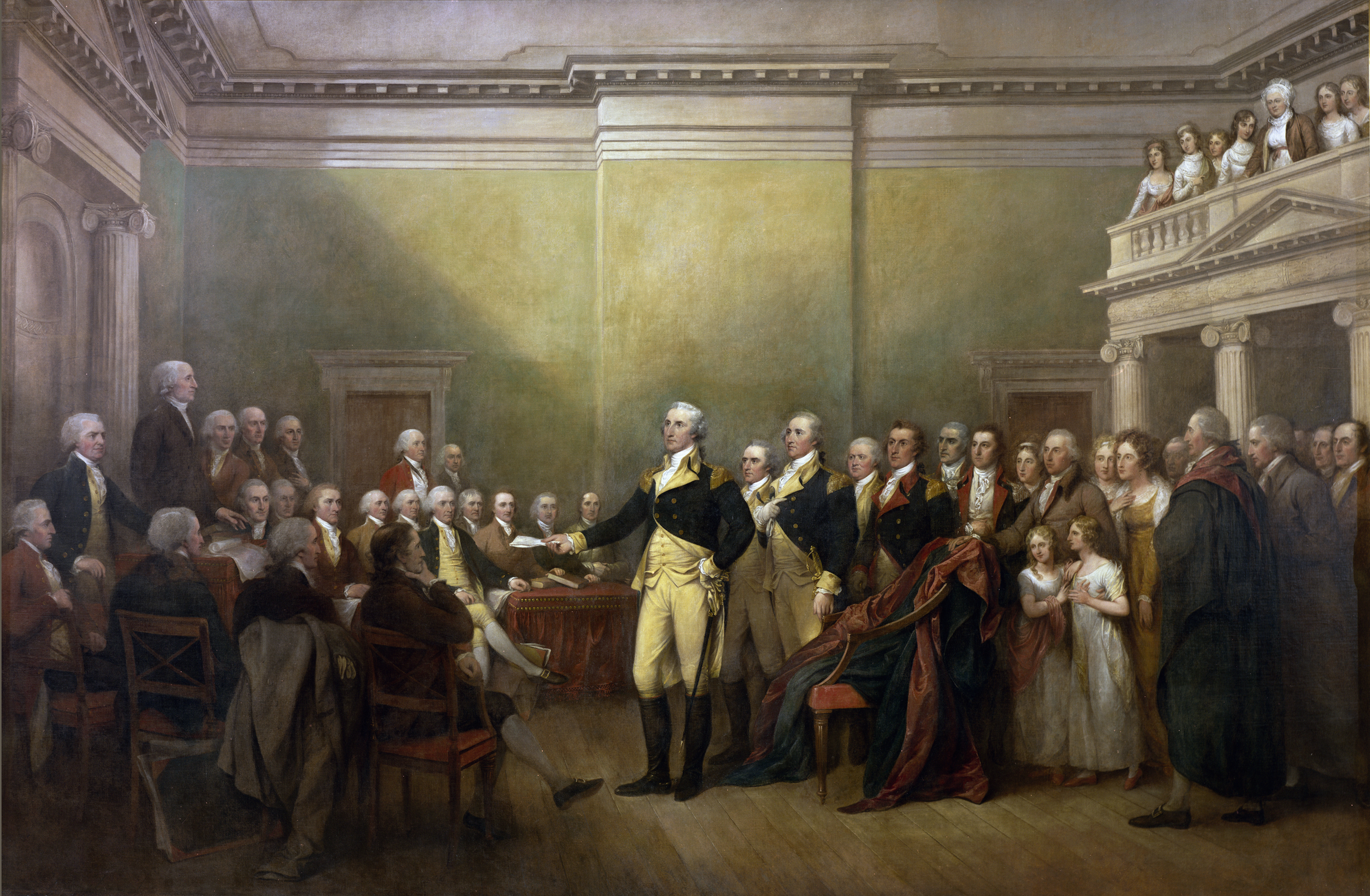
Na obrazie Johna Trumbulla z 1783 roku, Na pierwszym planie widoczny jest gen. George Washington w mundurze, jakie nosiła Armia Kontynentalna. Tuż za nim stoi Huphreys, w takim samym generalskim mundurze i niemal tak wysoki jak słynący z olbrzymiego wzrostu Washington

David Humphreys (ur. 10 lipca 1752 w Derbach, zm. 21 lutego 1818 w New Haven) – amerykański wojskowy, polityk, przedsiębiorca i poeta.
W czasie wojny o niepodległość USA (1776-1783) służył w armii kontynentalnej, gdzie doszedł do stopnia generała. Następnie został adiutantem gen. Washingtona.
W latach 1797–1801 był ministrem pełnomocnym USA w Hiszpanii.
Sprowadził do Ameryki owce merynosy.